# Raffaele Carlo Rossi
Raffaele Carlo Rossi (né le 28 octobre 1876 à Pise, Italie, et mort le 17 septembre 1948 à Crespano del Grappa, Italie) est un carme déchaux italien du XXe siècle. Il est nommé évêque de Volterra en 1920, puis cardinal en 1930. 
Il réalise plusieurs missions pour le Saint Office, dont une enquête sur le Padre Pio. Il est nommé à la Congrégation Consistorial, puis en assure la fonction de secrétaire de 1930 à 1948. Son procès en béatification a été ouvert en 1979.
En 1979 son procès en béatification est ouvert. Son dossier est en cours d'étude au Vatican.

## Biographie

### Enfance et entrée au Carmel
Raffaele Carlo Rossi est né le 28 octobre 1876 à Pise (Italie). Il est le fils de Francesco Rossi et de Maria Palamidessi, tous deux membres de familles bourgeoises de Pise.
À 15 ans, il se sent appelé à entrer dans les ordres, mais son père refuse son entrée au séminaire. Raffaello Carlo termine ses études classiques et s'inscrit à la Faculté des Arts le l'Université de Pise.
À l'âge de 21 ans, il entre dans l'Ordre des Carmes déchaux le 3 octobre 1887 sous le nom de Raphaël de Saint Joseph et fait sa profession religieuse le 19 décembre 1899. Il est ordonné prêtre le 21 décembre 1901  par Mgr Ferdinando Capponi (it), archevêque de Pise. Il part ensuite à Rome pour terminer ses études théologiques dogmatiques et morales à l'université pontificale grégorienne. Parmi ses professeurs il a le futur cardinal Louis Billot et croise des personnalités qui deviendront illustres comme Don Eugenio Pacelli (le futur pape Pie XII). Il est ensuite intégré au corps professoral du Collège International des Carmes à Rome, jusqu'en 1920,.
Homme de prière intense, il est un confesseur et un directeur spirituel recherché.

### L'évêque

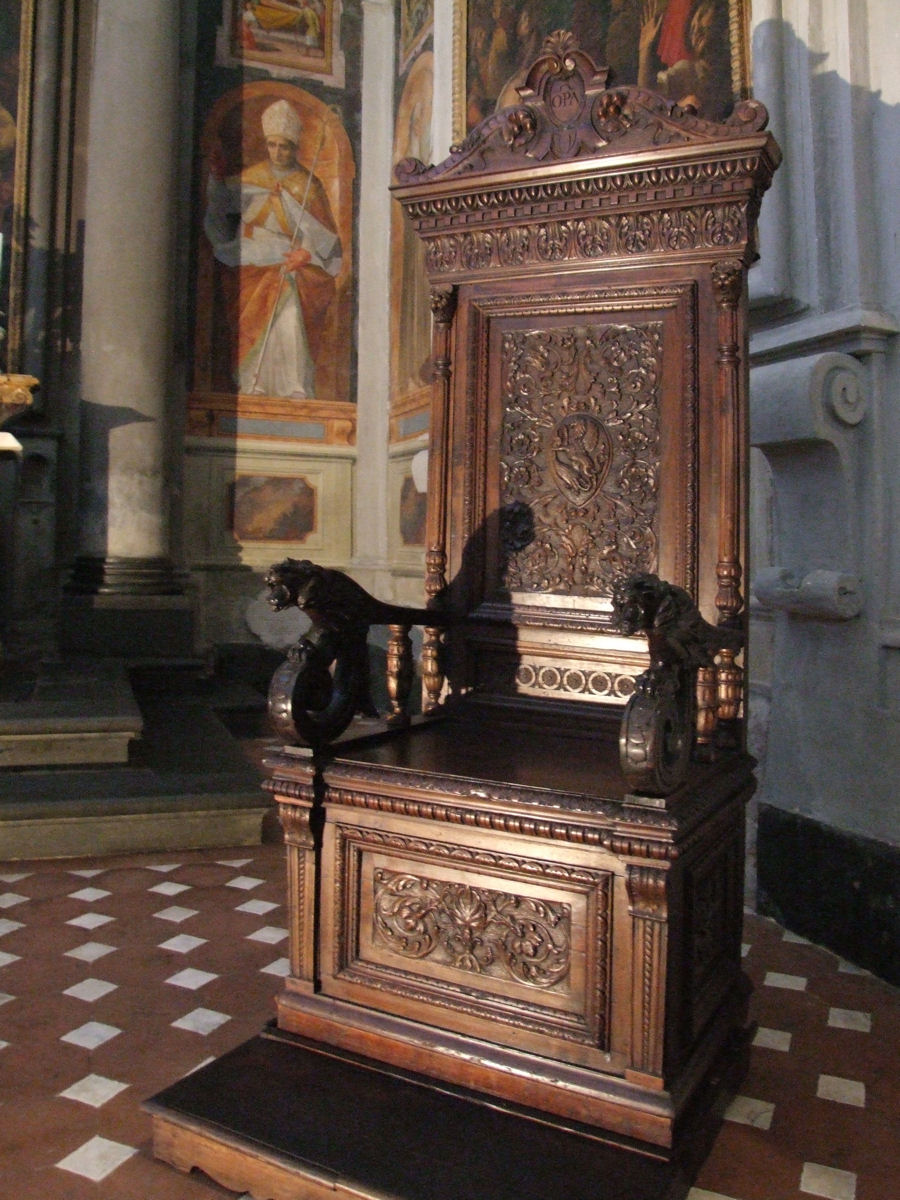
Cathèdre des évêques de Volterra.

Il est nommé évêque de Volterra le 22 avril 1920. Si, dans un premier temps le père carme refuse sa nomination, le pape Benoît XV insiste et « lui ordonne d'accepter » cette nomination, ce à quoi il se soumet.
Sa consécration se déroule le 25 mai, dans la basilique Santa Teresa d'Avila à Rome. Il est consacré par le cardinal Gaetano De Lai (évêque de Sabina et Poggio-Mirteto), assisté de Rinaldo Rousset (it) (Archevêque de Reggio Calabria) et par Pio Bagnoli, évêque de Marsi. La devise épiscopale du nouvel évêque est (la) Ivstitia in Carmelo (Justice au Carmel).
En arrivant dans son diocèse, le nouvel évêque indique que sa mission se résumera en trois mots : « la prière, la mortification et à l'apostolat ». D'après ses hagiographes, il s'engage « avec une grande ferveur », améliorant la vie dans les paroisses. Il favorise les sociétés de Mission et relance la dévotion à l'adoration eucharistique. Sur ce point, il montre l'exemple de l'importance (du temps d'adoration eucharistique) devant ses prêtres, comme ses fidèles. Il œuvre à « la sanctification de son clergé », il suit de près la vie du séminaire (surveille le contenu des études, échange avec les supérieurs et les étudiants), allant jusqu'à rencontrer individuellement chaque séminariste.
Le 1er juin 1923, Mgr Rossi est appelé à Rome pour devenir membre de la Congrégation Consistoriale. Le 4 juillet 1930 il est nommé secrétaire de la congrégation, poste qu'il conserve jusqu'à sa mort (en 1948).
Il a promeut la réforme du bréviaire et soutient la congrégation des Missionnaires de Saint-Charles, étant considéré par ses membres comme « le second père fondateur ».

### Missions pour le Vatican
Début mai 1921, alors qu'il est jeune évêque, Mgr Rossi reçoit une lettre du Saint Office lui demandant de faire « une enquête approfondie » sur un moine capucin du couvent de San Giovanni Rotondo : le Padre Pio. Le Saint Office souhaite se baser sur les conclusions de son enquête pour rendre un jugement (et éventuellement prendre des mesures) sur ce religieux qui d'après certains, porte des stigmates. Immédiatement, l'évêque écrit au secrétaire du Saint Office, le cardinal Rafael Merry del Val, pour être déchargé de cette mission, mais ce dernier « l'oblige à accepter la mission ». Mgr Rossi se rend alors à Rome en qualité de visiteur apostolique pour examiner « l'épais dossier établi sur le moine ». Il rend ensuite visite au Padre Pio qui lui semble « bon, honnête, simple et même agréable ». L'évêque l'observe également célébrer la messe, l’interroge en le « bombardant de questions », après quoi il rédige son rapport en concluant « prudemment » que :
« Padre Pio est un bon religieux, exemplaire, exercé dans la pratique de la vertu, donné à la piété et peut-être dans les hauts degrés de prière, qui ne semble pas regarder à l'extérieur.  Il brille surtout pour une humilité sincère et une singulière simplicité qui n'a jamais cessé, même dans les moments difficiles ». Il note également : 
« L'extraordinaire se produit dans Padre Pio, je ne peut pas dire comment, mais ce n'est certainement ni par une intervention diabolique, ni par la tromperie ou de fraude ».
Si Mgr Rossi était « très sceptique » (voire sarcastique vis-à-vis des défenseurs du saint homme), avant sa visite devant le padre Pio, il ressort de son enquête « convaincu que Dieu se manifeste dans le corps du prêtre ».
Il est impliqué dans les préparatifs de la signature du concordat entre le Saint-Siège et l'Italie, qui est signé le 11 février 1929. En reconnaissance de son travail, le pape Pie XI le nomme « premier représentant du Siège apostolique pour la mise en œuvre du Concordat ».
Le Saint-Office lui confie d'autres tâches importantes comme la charge de consulteur de la Congrégation pour les Séminaires (en 1910), ou en 1919, la mission de visiteur apostolique du séminaire de Molfetta. Il étudie (pour le Vatican) le dossier d'une centaine de causes de canonisations, il est nommé président de la Commission du cardinalice pour le sanctuaire marial de Pompéi qui favorise l'expansion et la diffusion du culte. Dans ces missions, il se distingue « pour la clarté des réponses à certains problèmes ».

### L'archevêque
Il est nommé archevêque titulaire de Thessalonique (de), le 20 décembre. Le 11 mars 1930, le pape le nomme Assistant au Trône Pontifical. Le pape Pie XI le crée cardinal au consistoire du 30 juin 1930, et le 3 juillet, il reçoit le titre de Cardinal-prêtre de S. Prassede. De ce fait, le cardinal Rossi participe au conclave de 1939, à l'issue duquel Pie XII est élu. Du 11 décembre 1939 au 12 mai 1941 il assure la fonction de camerlingue du Sacré Collège. 
En août 1948, il déménage à Crespano del Grappa (pour des raisons de santé), où il est reçu par les Missionnaires de Saint-Charles dont il est très proche,. Il y meurt le 17 septembre 1948 pendant les premières heures de la nuit. Le matin, il est découvert couché dans son lit avec trois livres à ses côtés : 
les Saintes Écritures, L'Imitation de Jésus-Christ, et L'Art de bien mourir, du père jésuite Giuseppe Maria Petazzi.
Il est enterré dans la basilique Santa Teresa d'Avila à Rome.

## Spiritualité
Lorsqu'il prend en charge sa mission d'évêque, il indique son intention de « garder les yeux fixés sur Jésus, le Bon Pasteur ». Il ajoute : « Ma vie d'évêque se résumera en trois mots : la prière, la mortification et à l'apostolat. Mes yeux sont toujours levés vers le Seigneur: je veux vivre en Jésus sacrement, consommé devant lui dans le silence de l'adoration et de l'amour. Toujours me mortifier dans les grandes et les petites choses. ».
Au milieu des honneurs dont il bénéficie, l'évêque Rossi continue d'être humble et pauvre, comme quand il était simple moine carme. Sa chambre du palais de la Chancellerie à Rome ne contenait rien de plus que ce que l'on pouvait trouver dans un monastère, soit un lit placé sur deux tréteaux, un (mauvais) bureau et une chaise.

## Béatification
L'instruction du procès diocésain s'ouvre en 1979. Le décret de validité du processus est publié le 29 mars 1985 et le dossier envoyé pour discussions de la positio en juin 1989. Le procès pour l'étude d'un miracle attribué à l'intercession du carme se déroule de 1983 à 1984. Le décret de validité (de l'étude) est publié en mai 1988.
Raffaele Carlo Rossi est considéré comme un serviteur de Dieu par l'Église catholique.

## Succession apostolique
Raffaele Carlo Rossi a ordonné les évêques suivants :
- Évêque Giuseppe Marcozzi (it) (1926)
- Archevêque Giuseppe Rossino (de) (1931)
- Archevêque Francesco de Filippis (1931)
- Cardinal Amleto Giovanni Cicognani (1933)
- Archevêque Antonio Giordani (1933)
- Archevêque Moses E. Kiley (en) (1934)
- Archevêque Carlo De Ferrari (it), C.S.S. (1936)
- Cardinal Teodósio Clemente de Gouveia (1936)
- Évêque Michal Buzalka (de) (1938)
- Cardinal William Godfrey (1938)
- Archevêque Guido Luigi Bentivoglio (it), O.C.S.O. (1939)
- Évêque Giuseppe Di Donna, O.SS.T. (1940)
- Archevêque Marco Giovanni Della Pietra, O.F.M. (1940)
- Évêque Francesco Pieri (it) (1941)
- Évêque Carlo Baldini, O.M.D. (1941)
- Évêque Emilio Baroncelli (1943)
- Archevêque Antonio Lanza (it) (1943)
- Archevêque Carlo Alberto Ferrero di Cavallerleone (de) (1944)
- Archevêque Gilla Vincenzo Gremigni (it), M.S.C. (1945)
- Archevêque Giuseppe D'Avack (it) (1946)
- Archevêque Martin-Marie-Stanislas Gillet, O.P. (1946)
- Évêque Gabriel Paulino Bueno Couto (pt), O.Carm. (1946)
- Évêque John Anthony Kyne (en) (1947)